# Gouvernement Vandenpeereboom
Royaume de Belgique
de Smet de Naeyer I de Smet de Naeyer II
Le gouvernement Vandenpeereboom est un gouvernement catholique qui gouverna la Belgique du 24 janvier 1899 jusqu'au 31 juillet 1899. Le chef du gouvernement, Jules Vandenpeereboom est également ministre des chemins de fer, des postes et du télégraphe et ministre de la guerre.
Cette coalition catholique accède au pouvoir en ayant pour but d’instaurer le mode de scrutin par représentation proportionnelle. C’est cette même initiative qui après avoir suscité une polémique auprès du peuple et des deux Chambres, entrainera la démission du chef de Cabinet, Jules Vandenpeereboom, après seulement six mois au pouvoir.

## Contexte historique
La situation politique de 1899 est une période où le mouvement catholique domine de par sa grande majorité de sièges au sein des deux Chambres. Au même moment, les sièges des libéraux se font rares tandis que le mouvement ouvrier s’intensifie. En effet, à la suite des élections de 1898, les députés catholiques comptabilisaient 112 sièges, les socialistes 28 et les libéraux après avoir été 59 en 1892, n’étaient plus que 12. Néanmoins, l’éveil du Parti ouvrier (des socialistes) constituait une menace pour la majorité cléricale, en effet, « jeunes, ardents, dont l’activité oppositionnelle se consumait nécessairement en manifestations mineures : interpellations, quolibets et invectives, ces libéraux ne jouaient plus le moindre rôle ». De plus, les catholiques envisageaient un scénario où par solidarité et mépris de la droite, les libéraux pourraient voter et soutenir les socialistes. Par conséquent, Les catholiques vont dès 1898, sous le chef de Cabinet De Snaeyer, vouloir ancrer leur place dans la sphère politique et ainsi, écraser la menace socialiste. Ils auront pour projet de modifier le système de scrutin, jusque-là majoritaire. Ils vont vouloir passer d’un scrutin majoritaire alors appliqué depuis 1831 à un système de Représentation proportionnelle.
La question de la Représentation proportionnelle alimente alors le débat au sein du parti, mais ne fait pas l’unanimité. Le gouvernement de 1898 se fissure et la chute du gouvernement De Snaeyer est précipitée.
Le gouvernement Vandenpeereboom prend la suite du projet et « Dès le lendemain de son accession au gouvernement, le Premier ministre Jules Vandenpeereboom avait annoncé qu’il allait s’occuper de la question. ».

## Élections
À la suite des élections législatives du 22 mai 1898, les catholiques s’imposent comme la majorité écrasante et le 25 janvier 1899, le gouvernement Vandenpeereboom s’installe au pouvoir. Le gouvernement précèdent s’était fait dissoudre sur la question de la Représentation proportionnelle. En effet, De Naeyer n’avait pas réussi à unir le parti sur cette question. Un système de scrutin uninominal, soutenu à l'époque par Léopold II et le politicien Auguste Beernaert, s’opposait à une Représentation proportionnelle dite « intégrale ».
La coalition De Naeyer est alors remplacée par le cabinet Vandenpeereboom en janvier 1899.

## Formation du gouvernement
Le gouvernement Vandenpeereboom sera élu grâce au système de vote universel tempéré par le vote plural. Ce système sera établi à la suite d'un compromis proposé devant la Chambre des représentants par le député Albert Nyssens en 1893. Les catholiques conquirent ainsi tous les arrondissements flamands, l'arrondissement de Bruxelles et plusieurs arrondissements en Wallonie.
Ce nouveau gouvernement, considéré comme « très catholique », était jugé ultra-clérical.
La coalition de 1899 était chapeautée par Monsieur J. Vandenpeereboom qui assurait la position de chef du cabinet (appelé aujourd’hui premier ministre) et occupait également la fonction de ministre des chemins de fer, des postes et du télégraphe, ainsi que la fonction de ministre de la guerre. Messieurs P. de Faverau, F. Schollaert, V. Begerem, J. Liebaert, L. de Bruyn, G. Cooreman occupaient respectivement les fonctions de ministre des affaires étrangères, ministre de l'intérieur, ministre de la justice, ministre des finances, ministre de l’agriculture et des travaux publics et pour finir, ministre de l’industrie et du travail.
| Ministère                                                | Nom                   | Parti politique  |
| Ministre des affaires étrangères                         | Paul de Favereau      | Parti catholique |
| Ministre de l'intérieur                                  | François Schollaert   | Parti catholique |
| Ministre de la justice                                   | Victor Begerem        | Parti catholique |
| Ministre des finances                                    | Julien Liebaert       | Parti catholique |
| Ministre de l'agriculture et des travaux publics         | Léon de Bruyn         | Parti catholique |
| Ministre des chemins de fer, des postes et du télégraphe | Jules Vandenpeereboom | Parti catholique |
| Ministre de l'industrie et du travail                    | Gérard Cooreman       | Parti catholique |
| Ministre de la guerre                                    | Jules Vandenpeereboom | Parti catholique |

## Proposition, controverses et mesures

### Proposition
Le gouvernement au pouvoir, par l’intermédiaire de son ministre de l’intérieur, François Schollaert, proposera un projet de loi portant sur l’instauration d’un régime de représentation proportionnelle dans les grands arrondissements (Bruxelles, Liège, Charleroi, Anvers et Gand) qui commençaient à être hostiles envers les divers gouvernements catholiques,. En outre, tout en maintenant un régime majoritaire en parallèle avec l’instauration du scrutin uninominal dans les petits arrondissements. En réalité, la propagande en faveur de cette proposition de représentation proportionnelle avait commencé quelques années plus tôt, en 1880 précisément. En effet, de prime abord, cette formule représentative devait s’appliquer uniformément dans tous les arrondissements. C’est sous cet angle uniforme de 1880 que cette réforme séduisit les militants issus de diverses idéologies. Ainsi, les libéraux ayant perdu un nombre vertigineux de voix à travers le pays, y étaient assez favorables ,. De leur côté, les socialistes, espéraient grâce à cette réforme, un effet de sensibilisation à la cause sociale en Flandre,.
Or, les catholiques vont reprendre ce projet pour le façonner en un dessein qui les propulsera dans les arrondissements où une baisse de voix significative leur était défavorable,.

Par conséquent,
« Dans la mesure où les catholiques étaient maîtres dans les petits et moyens arrondissements, l'application de cette formule hybride entérinerait à jamais la suprématie du parti clérical ».

### Controverses
À l'annonce du projet de loi, les libéraux se positionnent immédiatement contre celui-ci. Certains libéraux n’hésitent pas à comparer cette situation aux prémices d’un système esclavagiste. Pour ne citer que lui, le libéral Paul Janson dira d’un ton moqueur en employant la formule catholique : Vade retro Satanas. Le dessein des catholiques s’éclaircit aux yeux de tous, considérant l'opposition comme l’ennemi, ils s’approprient ce projet dans l'idée de tenir à l’écart tous ceux qui auraient été en faveur de l'application de cette représentation uniformément sur tout le territoire.
Cette proposition divisera même les députés et les partisans de la mouvance catholique. Le catholique Charles Woeste déclarera comme « indéfendable » le projet Vandenpeereboom sur la représentation proportionnelle.

### Mesures
C'est durant cette période de tensions que les libéraux, les socialistes et les catholiques daensistes (les démocrates-chrétiens), au-delà leurs divergences d’opinions externes et internes, s’étaient grandement rapprochés,.
De grands mouvements contestataires prirent place au sein de la Chambre des représentants caractérisés par de vives protestations comme ils n'y en avait jamais eu auparavant. Ces émois durèrent plusieurs jours, des injures, des contestations accompagnées de sifflements, de coups sur les pupitres, et même le retentissement de la Marseillaise rythmaient les échanges,.
C'est dans un même élan que les agitations débordèrent en dehors des murs de la Chambre pour se déverser jusque dans les rues,.
Cette opposition aura mobilisé l’opinion publique, des cortèges, des meetings et de grands rassemblements avaient lieu partout dans la capitale belge. Si les mouvements populaires se sont d’abord montrés pacifistes, de nombreux cas de débordements et de violences seront signalés peu après le début des manifestations,.
Plusieurs mois après sa formation, le gouvernement Vandenpeereboom, ainsi que son projet de représentation proportionnelle applicable uniquement dans certains arrondissements chuteront donc devant et sous l’indignation civile.

## La chute du gouvernement

### Troubles dans la capitale
Ce projet de loi, créant le tumulte au sein même du parti catholique et de ses adversaires, entrainera des tensions populaires qui se traduiront par deux fortes périodes de trouble :
- Les premiers émois civils se déroulent du 19 avril 1989 au 27 juin 1989. Menés par l'opposition mobilisant les partis socialistes, libéraux et les daensistes. Mobilisation qui prendra le nom de « Représentation proportionnelle et le Suffrage universel ». Cette première mobilisation se voudra pacifiste.
- La deuxième vague de trouble dure elle, deux jours, du 28 au 30 juin. Celle-ci donnera alors aux manifestations un caractère véhément et beaucoup plus violent.

### Conséquences
Après cet épisode de violence populaire, le roi reprochera au premier ministre « d’avoir reculé à cause de la rue », critique qui fragilisera le gouvernement. Le 31 juillet 1899, la commission rejette le projet de loi de Jules Vandenpeereboom avec 8 voix contre 8 abstentions. Le chef de cabinet se résout alors à abandonner son projet de loi et à remettre sa démission au Roi.

### La suite de la représentation proportionnelle
À la suite de la démission du gouvernement, le chef de cabinet Paul de Smet de Naeyer reprend les rênes. Il adoptera finalement la représentation proportionnelle mais ce, à l’échelle de tout le territoire. Paul de Smet de Naeyer réussira donc, lors de son deuxième gouvernement a adopter le même projet qui aura causé sa chute.

#### Ouvrage
- Gita Deneckere, Les turbulences de la belles époques 1878 - 1905, Bruxelles, Éditions complexe, 2005

#### Articles
- Frans van Kalken, « Commotions populaires en Belgique (1834-1902) », Revue belge de Philologie et d’histoire, Bruxelles,‎ 1936, p.183 à 201.
- Frans van Kalken, « La Belgique contemporaine (1780-1930). Histoire d'une évolution politique », Revue d’Histoire Moderne et Contemporaine, Bruxelles,‎ 1930, p. 149 à 158.
- Jean Stengers, « Histoire de la législation électorale en Belgique », Revue belge de philologie et d'histoire, vol. 82,‎ 2004, p. 82 à 260.
- Luc Keunings, « Une étape dans l'histoire de l'appareil policier belge : les troubles de juin 1899 à Bruxelles », Revue belge de philologie et d'histoire, vol. 64, no 4,‎ 1986, p. 719 à 723 (lire en ligne, consulté le 10 décembre 2020).
- Pascale Delfosse, « Éthique et politique. Contraintes budgétaires, clivages politiques et normalisation des comportements en Belgique (1850-1930) », Revue du Nord, vol. 372, no 4,‎ 2007.